# FC Sfântul Gheorghe 2
FC Sfântul Gheorghe 2 este a doua echipă de fotbal a clubului FC Sfântul Gheorghe care joacă în Divizia "A".

## Lotul sezonului 2009-2010
| Nr. |                   | Poziție | Jucător            |
| --- | ----------------- | ------- | ------------------ |
|     | Ucraina           | P       | Vitaly Zherebkin   |
|     | Republica Moldova | P       | Vadim Istrati      |
|     | Republica Moldova | F       | Andrei Mocanu      |
|     | Republica Moldova | F       | Gheorghe Eremia    |
|     | Republica Moldova | F       | Dumitru Bogdan     |
|     | Republica Moldova | F       | Veaceslav Posmac   |
|     | Republica Moldova | F       | Andrew Prepeliță   |
|     | Republica Moldova | F       | Andrei Todorov     |
| 7   | Republica Moldova | M       | Vitalie Plămădeală |
|     | Republica Moldova | A       | Mihai Plătică      |